# Université de l'Union péruvienne
L’université de l’Union péruvienne (en espagnol : Universidad Peruana Unión ou UPeU) est un centre universitaire adventiste, situé à Lima au Pérou. Elle est classée parmi les universités les plus importantes du Pérou. 

## Campus

### Histoire
En 1919, l’Institut professionnel ouvrit ses portes à Miraflores, près de Lima. En 1926, l’école fut relocalisée entre Miraflores et Lima dans des installations plus rurales. En 1941, le ministère de l’éducation du Pérou ferma l’établissement en raison de sa mixité. Aussi, en 1945, deux écoles furent établies, une pour les jeunes filles, et une autre pour les jeunes hommes.
Depuis 1946, le site actuel se trouve à Ñaña, une localité de Lima dans la province de Lima, où l'institution redevint mixte plus tard. Elle prit le statut d’université en 1983.      

### Organisation
L’université de l’Union péruvienne est située sur la rive nord du fleuve Rimac, près de Ñaña, à une vingtaine de kilomètres au nord-est de Lima. Elle est répartie sur trois campus : 
- le campus de Ñaña dans la province de Lima
- le campus de Juliaca dans la province de San Román, de la région de Puno
- le campus de Tarapoto dans la province de San Martín, de la région de San Martín

L’université possède six facultés :
1. Faculté d’ingénierie et d’architecture
2. Faculté des sciences de la santé
3. Faculté des sciences humaines et de l’éducation
4. Faculté des sciences de gestion
5. Faculté de théologie
6. Faculté des études supérieures (maîtrises et doctorats)

L’université comprend un cursus en comptabilité, administration, architecture, nutrition, informatique, infirmerie, secrétariat, commerce, éducation, marketing, commerce international, ingénierie, finance, statistiques, ingénierie environnementale, ingénierie alimentaire, écotourisme, religion et philosophie, religion et santé publique, théologie, psychologie, théologie pastorale, développement de la production agricole rurale,,. 
L’université de l’Union péruvienne est affiliée à l’université Andrews. Elle offre un programme d'apprentissage de l'espagnol, comprenant la visite de destinations touristiques comme Machu Picchu, le lac Titicaca, Huaraz et la forêt amazonienne (à Tarapoto).  